# Zellrüglingen
Zellrüglingen (fränkisch: Zell-riegla) ist ein Gemeindeteil der Gemeinde Weihenzell im Landkreis Ansbach (Mittelfranken, Bayern). Zellrüglingen liegt in der Gemarkung Weihenzell.

## Geografie
Das Dorf liegt am Zellbach, der mit dem Wernsbach (rechts) zur Rippach zusammenfließt. Im Westen grenzt das Waldgebiet Berlach an, im Südwesten liegt der Kreutranken, dahinter das Waldgebiet Schelm. Die Kreisstraße AN 9 führt nach Weihenzell (0,8 km südlich) bzw. nach Neubronn (2,5 km nördlich). Eine Gemeindeverbindungsstraße führt ebenfalls nach Weihenzell zur AN 10 (1,1 km südöstlich), eine weitere Gemeindeverbindungsstraße führt nach Moratneustetten (2 km nordwestlich).

## Geschichte
Der Ort wurde 1439 als „Ruglande bey Weihentzelle“ erstmals urkundlich erwähnt, 1467 erstmals als „Zellrüglang“. Ähnlich wie bei Rügland weist der Ortsname darauf hin, dass der Ort auf einem Land gegründet wurde, dessen Besitzverhältnisse ungeklärt waren und erst durch Klage (= Ruge) geklärt werden konnten. Das Bestimmungswort Zell legt nahe, dass es sich um eine Klostergründung handelte, wobei hier nur das Benediktinerkloster St. Gumbertus in Ansbach in Frage kommt. Aufgrund der größeren Entfernung zum Kloster ist von einer Gründung in der Anfangszeit (8. Jahrhundert) nicht auszugehen, jedoch muss sie spätestens im 11. Jahrhundert erfolgt sein, da zu dieser Zeit das Kloster aufgelöst wurde.
Laut dem 16-Punkte-Bericht des Oberamtes Ansbach von 1684 bildete Weihenzell mit Zellrüglingen eine Realgemeinde. Für Zellrüglingen wurden zwölf Mannschaften verzeichnet: 11 Anwesen (4 Höfe, 5 Güter, 2 Gütlein) unterstanden dem Hofkastenamt Ansbach und 1 Anwesen dem Stiftsamt Ansbach. Außerdem gab es ein Gemeindehirtenhaus. Das Hochgericht und die Dorf- und Gemeindeherrschaft übte das brandenburg-ansbachische Hofkastenamt Ansbach aus.
Gegen Ende des 18. Jahrhunderts gab es in Zellrüglingen 13 Anwesen und das Schaf-, Hirten- und Brechhaus als kommunale Gebäude. Das Hochgericht und die Dorf- und Gemeindeherrschaft übte weiterhin das Hofkastenamt Ansbach aus. Grundherr über alle Anwesen war das Fürstentum Ansbach (Hofkastenamt Ansbach: 4 Höfe, 2 Halbhöfe, 3 Güter, 3 Gütlein; Stiftsamt Ansbach: 1 Hof). Es gab zu dieser Zeit 14 Untertansfamilien. Von 1797 bis 1808 unterstand der Ort dem Justiz- und Kammeramt Ansbach.
Im Rahmen des Gemeindeedikts wurde Zellrüglingen dem 1808 gebildeten Steuerdistrikt Weihenzell und der 1811 gegründeten Ruralgemeinde Weihenzell zugeordnet. Ein Gesuch um Bildung einer eigenen Gemeinde zusammen mit Beutellohe wurde am 27. August 1833 abgelehnt.

### Ehemaliges Baudenkmal
- Haus Nr. 11: zweigeschossiger Massivbau mit brandenburgischem Wappen am Türsturz bezeichnet „1724“

### Einwohnerentwicklung
| Jahr      | 001818 | 001840 | 001861 | 001871 | 001885 | 001900 | 001925 | 001950 | 001961 | 001970 | 001987 | 001999 | 002011 | 002017 |
| Einwohner | 113    | 108    | 95     | 110    | 110    | 113    | 116    | 142    | 108    | 134    | 114    | 99     | 97     | 95     |
| Häuser    | 16     | 17     |        |        | 22     | 23     | 23     | 21     | 21     |        | 29     |        |        |        |
| Quelle    | [ 16 ] | [ 17 ] | [ 18 ] | [ 19 ] | [ 20 ] | [ 21 ] | [ 22 ] | [ 23 ] | [ 24 ] | [ 25 ] | [ 26 ] | [ 27 ] |        | [ 1 ]  |

## Religion
Der Ort ist seit der Reformation  evangelisch-lutherisch geprägt und bis heute nach St. Jakob (Weihenzell) gepfarrt. Die Einwohner römisch-katholischer Konfession waren zunächst nach St. Ludwig (Ansbach) gepfarrt, seit 1970 ist die Pfarrei Christ König (Ansbach) zuständig.